# Daylight
Daylight är en amerikansk film från 1996 i regi av Rob Cohen, efter manus av Leslie Bohem.

## Handling
En lastbil exploderar i tunneln mellan Manhattan och New Jersey, ska alla hinna räddas innan tunneln fylls med vatten? En ojämn kamp mot naturens krafter under Hudson-floden.

## Om filmen
Filmen är inspelad i New York och Rom. Den hade premiär i USA den 6 december 1996 och i Sverige den 10 januari 1997, den svenska åldersgränsen är 15 år.

## Rollista (urval)
- Kit Latura - Sylvester Stallone
- Madelyne Thompson - Amy Brenneman
- Roy Nord - Viggo Mortensen
- Frank Kraft - Dan Hedaya
- Steven Crighton - Jay O. Sanders
- Sarah Crighton - Karen Young
- Eleanor Trilling - Claire Bloom
- Norman Bassett - Barry Newman
- George Tyrell - Stan Shaw

## Musik i filmen
- Whenever There Is Love, skriven av Bruce Roberts och Sam Roman, framförd av Bruce Roberts och Donna Summer
- Action Man, skriven av Crit Harmon
- Don't Go Out With Your Friends Tonite, skriven av L. Bryan, R. Bryan, D. Hoffpauir och K. Kerby, framförd av Ho-Hum

## Utmärkelser och nomineringar
- 1997 - Oscar - Nominerad till bästa ljudeffekter -  Richard L. Anderson och David A. Whittaker
- 1997 - Golden Reel Award - Jeffrey Kaplan fick utmärkelsen för bästa ljudeffekter
- 1997 - Razzie Award - Nominerad till sämsta manlige skådespelare - Sylvester Stallone
- 1997 - Razzie Award - Nominerad till sämsta originalsång - Bruce Roberts och Sam Roman för Whenever There is Love (Love Theme from Daylight)